# Chirivel
Chirivel – gmina w Hiszpanii, w prowincji Almería, w Andaluzji, o powierzchni 196,56 km². W 2011 roku gmina liczyła 1811 mieszkańców.